# Miklavž na Dravskem polju
Miklavž na Dravskem polju (německy: St. Nikolai) je sídelní město občiny Miklavž na Dravskem polju v Podrávském regionu ve Slovinsku.

## Geografie
Miklavž na Dravskem polju se nachází v nadmořské výšce 260 m n. m. v historickém regionu Dolní Štýrsko. Město leží na břehu Drávy jihovýchodně od Mariboru.

## Název
Kvůli zákonu poválečné komunistické vlády o názvech a pojmenování sídel, náměstí, ulic a budov z roku 1948 byl roku 1955 název města změněn ze Sveti Miklavž (Svatý Mikuláš) na Miklavž na Dravskem polju (Mikuláš na Drávském poli), aby byl odstraněn náboženský název.

## Obyvatelstvo
V roce 2002 žilo ve městě Miklavž na Dravskem polju 3 808 obyvatel na ploše 5 km².

## Náboženství
Městský farní kostel je, jak je patrné z názvu města, zasvěcen svatému Mikuláši a náleží k Mariborské diecézi. První písemná zmínka o kostele pochází z roku 1382, ale nynější budova pochází ze 16. století.